# Globo meteorológico

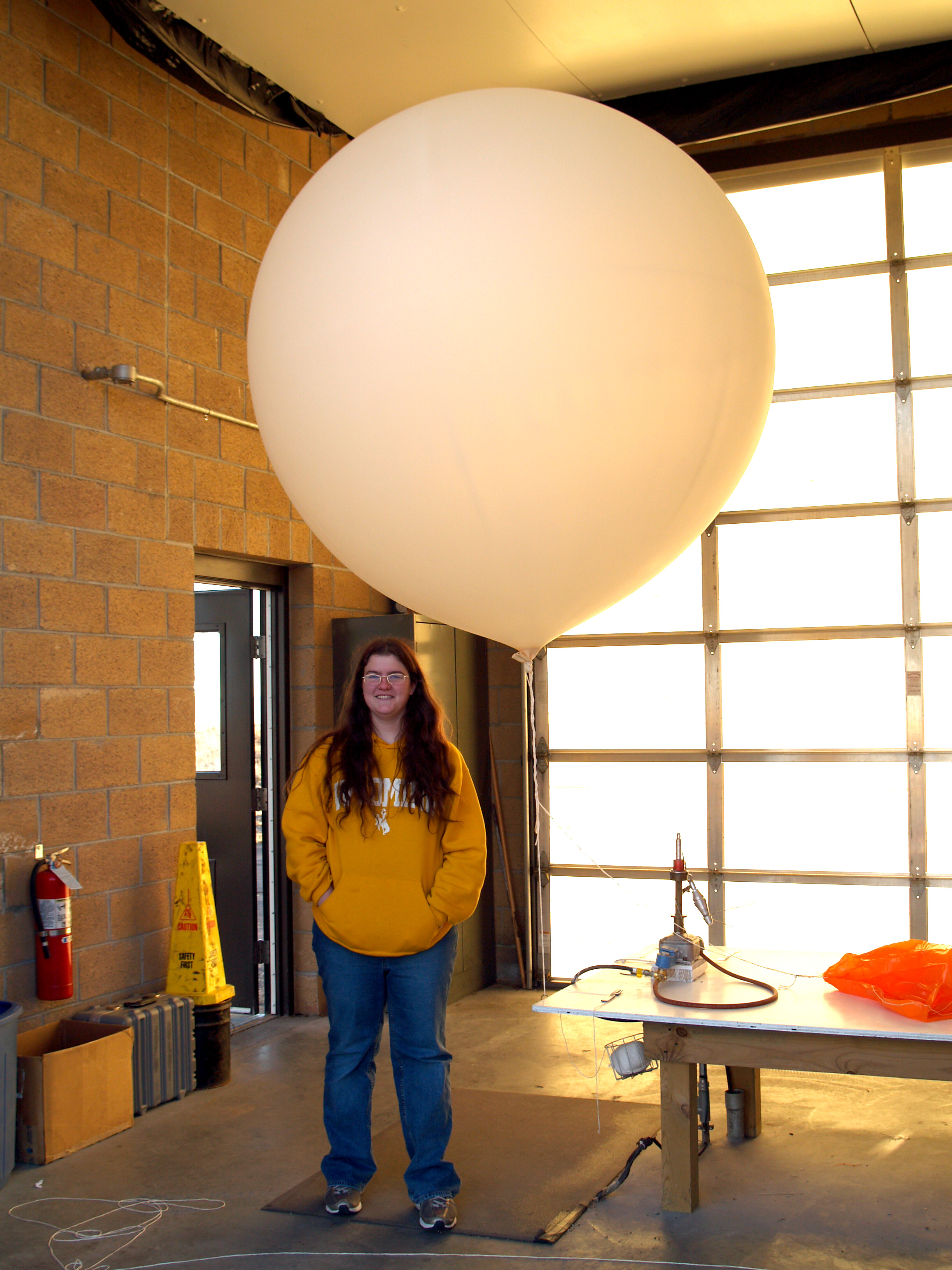
Globo y estudiantes voluntarios en la estación de globo sonda NWS, Riverton, Wyoming, EE. UU.

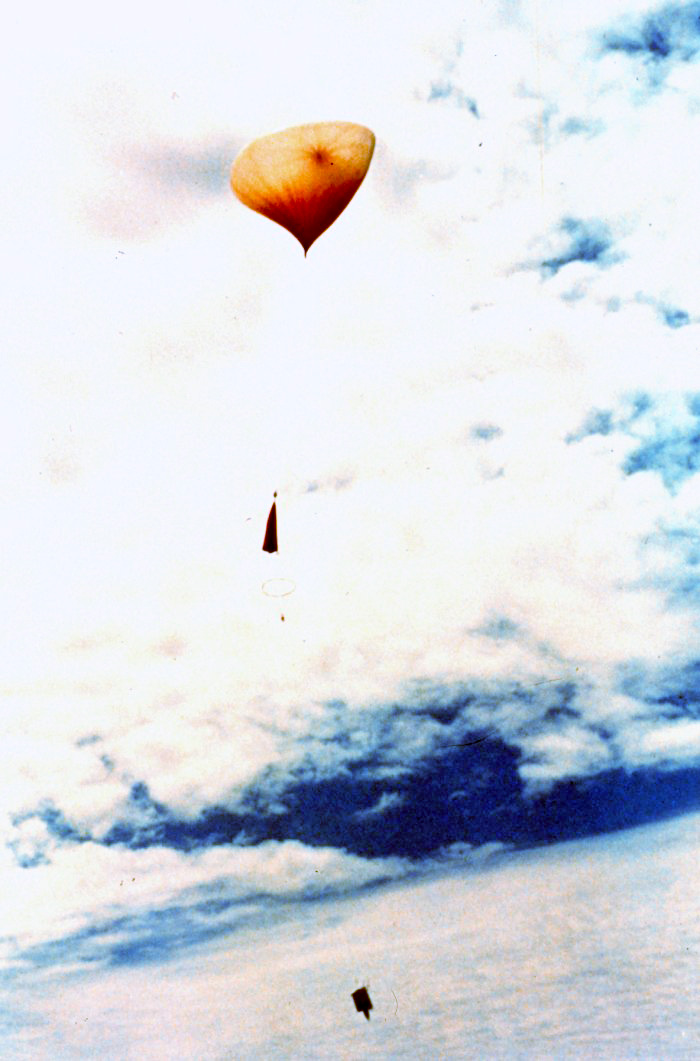
Globo meteorológico Radiosonda justo después del lanzamiento. Nótese el paracaídas en el centro de la cadena y una pequeña caja de instrumentos en el extremo. Después de la liberación realiza la medida de muchos parámetros. Estos incluyen la temperatura, la humedad relativa, la presión y la velocidad y dirección del viento. Esta información se transmite a los observadores de la superficie.

Un globo sonda o globo meteorológico es un globo aerostático (específicamente un tipo de globo de gran altitud), que eleva instrumentos en la atmósfera para suministrar información acerca de la presión atmosférica, la temperatura, y la humedad por medio de un pequeño aparato de medida desechable llamado radiosonda. Para obtener datos del viento, los globos meteorológicos pueden ser rastreados por radar, radiolocalización o sistemas de navegación (tales como basado en satélites Sistema de Posicionamiento Global también conocido como GPS).

## Materiales y equipamiento

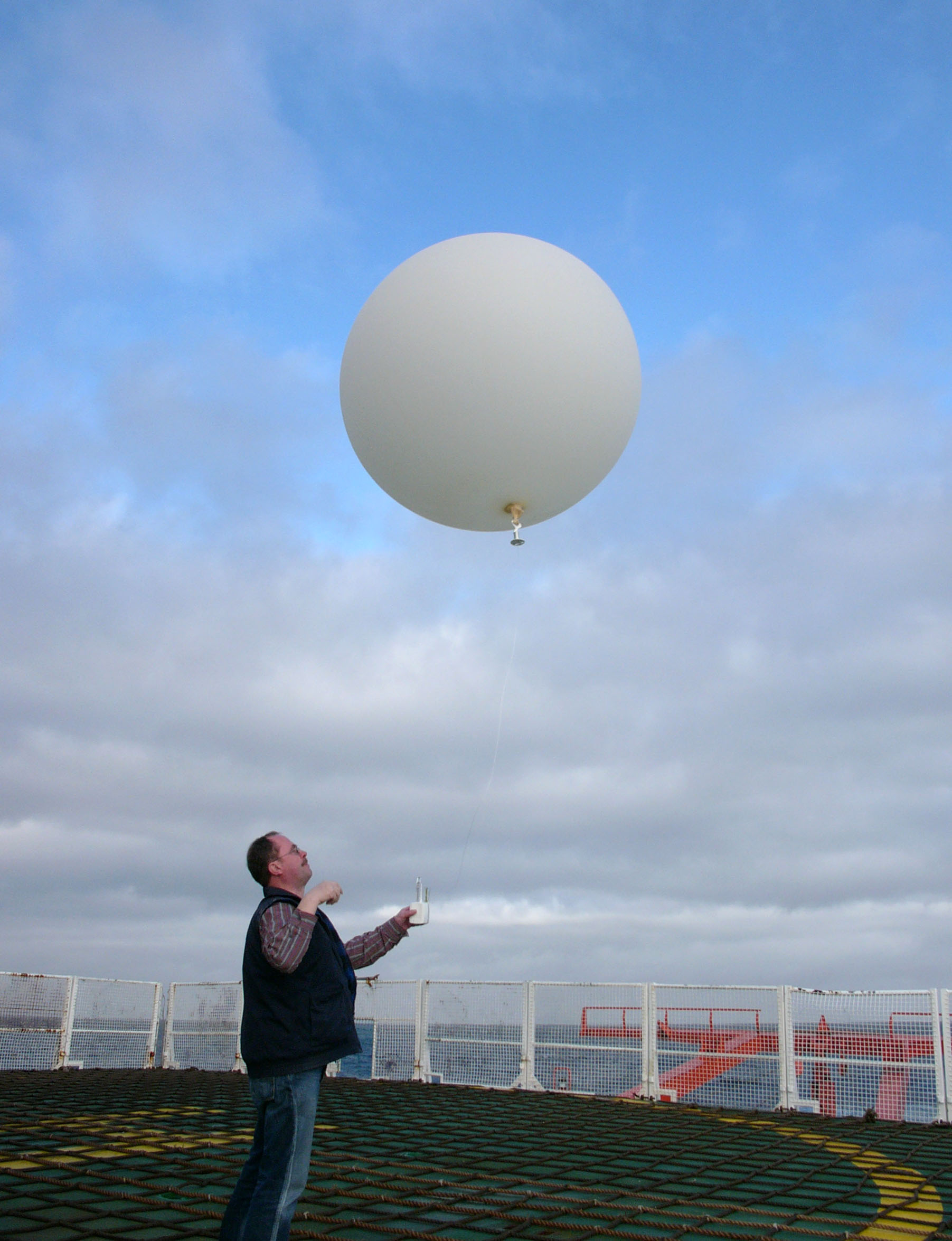
Una radiosonda acoplada a un globo lleno de helio se utiliza para medir parámetros meteorológicos (temperatura, viento, ozono) a lo largo de un perfil hasta una altitud de 20 km.

El globo produce por sí mismo el gas de elevación, y suele estar hecho de un material de látex de gran flexibilidad, aunque el cloropreno también se puede utilizar. La unidad que realiza las mediciones reales y las transmisiones de radio se cuelga en el extremo inferior del globo, y se denomina radiosonda. Las radiosondas especializadas se utilizan para la medición de parámetros concretos, tales como la concentración de ozono. 
El globo se llena generalmente con hidrógeno, debido a su bajo coste, aunque el helio se puede utilizar como sustituto. La velocidad de ascenso puede ser controlada por la cantidad de gas con que se llena el globo. Los globos meteorológicos pueden alcanzar una altura de 40 km o más, altura limitada por la disminución de la presión que causa que el globo se expanda hasta tal punto (por lo general por un factor de 100:1) que se desintegra. En este caso, el paquete de instrumentos, generalmente se pierde. Por encima de esa altura, se utilizan los cohetes sonda. Para alturas aún mayores, se utilizan los satélites. 
Los principales fabricantes de globos son: Zhuzhou Research & Design Institute of Rubber & Plastic (marca: Hwoyee, de China), Totex y Cosmopren de Japón, Pawan Rubber Products (Pawan Exports) de India, Kaysam (ahora Kaymont), y Scientific Sales, Inc. (EE. UU.).
Los globos meteorológicos se citan a veces como la causa de avistamientos de ovnis, y se utilizan también para racimos de globos.

## Horas de lanzamiento, ubicación y usos

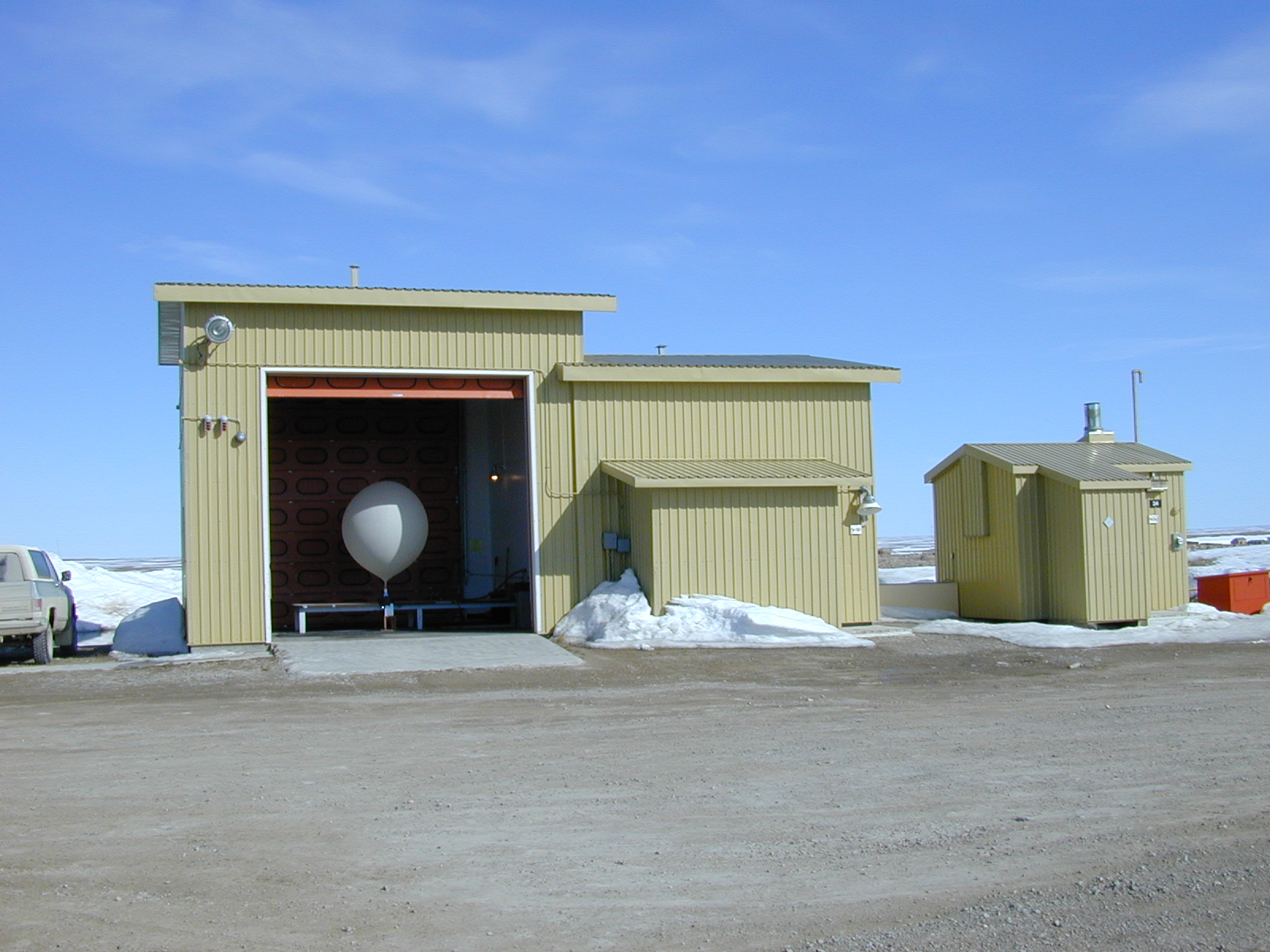
Un globo lleno de hidrógeno en Cambridge Bay Upper Air station, Nunavut, Canadá.

Los globos meteorológicos se han lanzado en todo el mundo para realizar observaciones de las condiciones atmosféricas en tiempo real, así como para efectuar modelos numéricos de predicción del tiempo. Los globos meteorológicos se lanzan rutinariamente en aproximadamente 800 lugares distintos del mundo, dos veces al día, por lo general a las 0000 UTC y a las 1200 UTC. A veces, algunas instalaciones también realizan lanzamientos “especiales” suplementarios, cuando los meteorólogos determinan que hay una necesidad de datos adicionales entre las 12 horas de los lanzamientos de rutina, un lapso en el que las condiciones atmosféricas pueden cambiar mucho. Normalmente, los organismos gubernamentales meteorológicos, militares y civiles, como el National Weather Service en los EE. UU., están a cargo de lanzar estos globos y, por convenio internacional, la mayor parte de los datos se comparte con todas las naciones. 
También existen usos especializados, tales como la aviación, la vigilancia de la contaminación y la investigación. Algunos ejemplos son los globos de techo. Los programas de investigación de campo, a menudo utilizan lanzadores móviles desde vehículos terrestres, así como buques y aeronaves (por lo general, en este caso se utilizan radiosondas con paracaídas).